# Lucas Liß
Lucas Liß (Unna, 12 de enero de 1992) es un deportista alemán que compite en ciclismo en las modalidades de pista, especialista en las pruebas de persecución por equipos, scratch y ómnium, y ruta.
Ganó dos medallas en el Campeonato Mundial de Ciclismo en Pista, oro en 2015 y plata en 2017, y dos medallas en el Campeonato Europeo de Ciclismo en Pista de 2012, oro en ómnium y plata en persecución por equipos.

## Medallero internacional
| Campeonato Mundial | Campeonato Mundial      | Campeonato Mundial | Campeonato Mundial      |
| Año                | Lugar                   | Medalla            | Competición             |
| ------------------ | ----------------------- | ------------------ | ----------------------- |
| 2015               | Saint-Quentin (Francia) | Medalla de oro     | Scratch                 |
| 2017               | Hong Kong (China)       | Medalla de plata   | Scratch                 |
| Campeonato Europeo |                         |                    |                         |
| Año                | Lugar                   | Medalla            | Competición             |
| 2012               | Panevėžys (Lituania)    | Medalla de oro     | Ómnium                  |
| 2012               | Panevėžys (Lituania)    | Medalla de plata   | Persecución por equipos |